# Куйбышевский сельсовет (Новосибирская область)
Куйбышевский сельсовет — сельское поселение в Куйбышевском районе Новосибирской области Российской Федерации.
Административный центр — посёлок Комсомольский.

## История
Статус и границы сельского поселения установлены Законом Новосибирской области от 2 июня 2004 года № 200-ОЗ «О статусе и границах муниципальных образований Новосибирской области»

## Население
| 2002 | 2010 | 2012 | 2013 | 2014 | 2015 | 2016 |
| ---- | ---- | ---- | ---- | ---- | ---- | ---- |
| 611  | ↘488 | ↘467 | ↘456 | ↘431 | ↘429 | ↘415 |
| 2017 | 2018 | 2019 | 2020 | 2021 |      |      |
| ↘402 | ↘390 | ↗399 | ↘389 | ↘367 |      |      |

## Состав сельского поселения
| № | Населённый пункт | Тип населённого пункта          | Население |
| - | ---------------- | ------------------------------- | --------- |
| 1 | Ивушка           | посёлок                         | ↘211      |
| 2 | Комсомольский    | посёлок, административный центр | ↘195      |
| 3 | Малинино         | деревня                         | ↘82       |